# Grabmal Felix Heinrich Schoeller

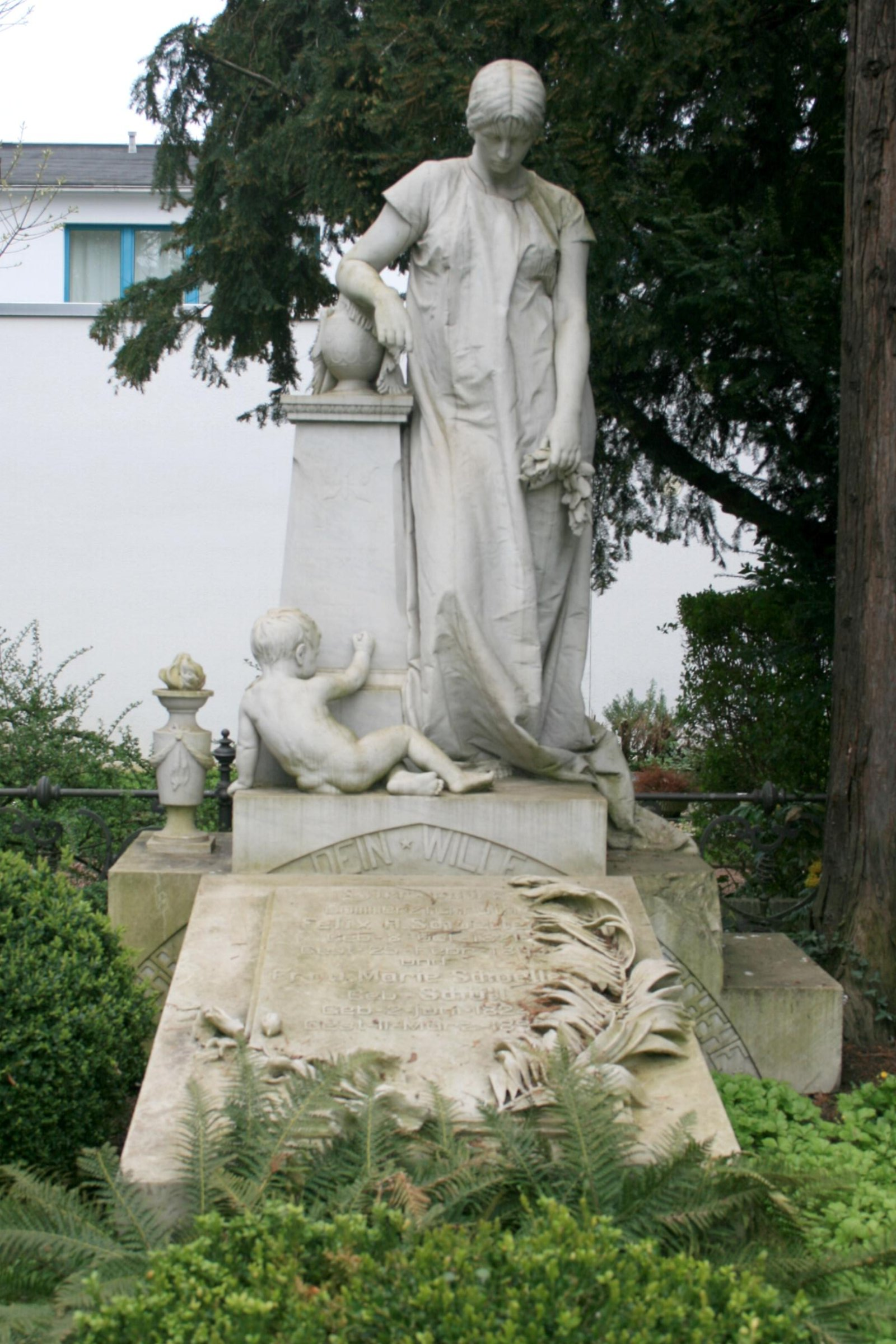
Das Grabmal

Das Grabmal Felix Heinrich Schoeller befindet sich in Düren in Nordrhein-Westfalen. 
Die Grabstätte liegt auf dem evangelischen Friedhof in der Kölnstraße.
Das Grabmal des 1893 verstorbenen Felix Heinrich Schoeller wurde 1895 vom Bildhauer Joseph Uphues aus Marmor geschaffen. Das Figurenensemble zeigt eine an eine Stele angelehnte Frauenfigur als Personifikation der Trauer, im Vordergrund beschriftet ein sitzender Putto die Stele.
Das Bauwerk ist unter Nr. 1/055f in die Denkmalliste der Stadt Düren eingetragen.